# Akoestisch vegen
Akoestisch vegen is een snelle en handige manier om ondiep water in kaart te brengen.
Er zijn in de hydrografische wereld verschillende manieren en apparaten voor een opmeten van een gebied (survey). Een paar van de meest voorkomende methodes zijn met behulp van singlebeam echolood, multibeam echolood en de side scan sonar. Deze apparaten hebben allemaal hun voor- en nadelen. Het opmeten van het gebied onder water kan belangrijk zijn, bijvoorbeeld rond havens en waterwegen, om te controleren of de benodigde diepgang beschikbaar is. Ook voor de baggerindustrie is het opmeten van het bodemprofiel belangrijk.
Er zijn echter gevallen waarbij deze apparaten niet de optimale oplossing zijn. Dan moet er dus een andere methode gebruikt worden. Dit is zo ook het geval bij het meten in  ondiep water. Hier beperkt de diepte de footprint van zowel de sidescan sonar als het multibeam echolood. Het singlebeam echolood heeft vanwege de geringe diepte ook maar een kleine footprint en is hierdoor geen  snelle survey-methode. Uitkomst brengt het akoestisch vegen.

## Akoestisch vegen
Akoestisch vegen is een methode waar gebruik wordt gemaakt van meerdere transducers –die eigenlijk als singlebeam echoloden werken– bevestigd aan een balk of lat aan een schip of ander stabiel platform. Deze transducers moeten allemaal op gelijke afstand en hoogte van elkaar hangen. Het aantal transducers is afhankelijk van het type schip of bevestiging en kan van 3 tot 32 transducers variëren.
Doordat de transducers naast elkaar hangen hebben ze een veel betere dekking van het gebied en hebben ze een vrij hoge precisie. De transducers zijn ook redelijk eenvoudig te verplaatsen en je kunt zo dus met verschillende configuraties surveys uitvoeren. Ze dekken een breder gebied dan haalbaar is met een multibeam echolood (zie figuur 1). Dit verandert echter als de diepte toeneemt, waarna na een zekere diepte weer voor een multibeam gekozen zal worden. Over het algemeen is de swath range, de totale breedte van je bundels bij elkaar, van 25 tot 120 voet. Dit is ongeveer gelijk aan 7,5m – 36,5m. 

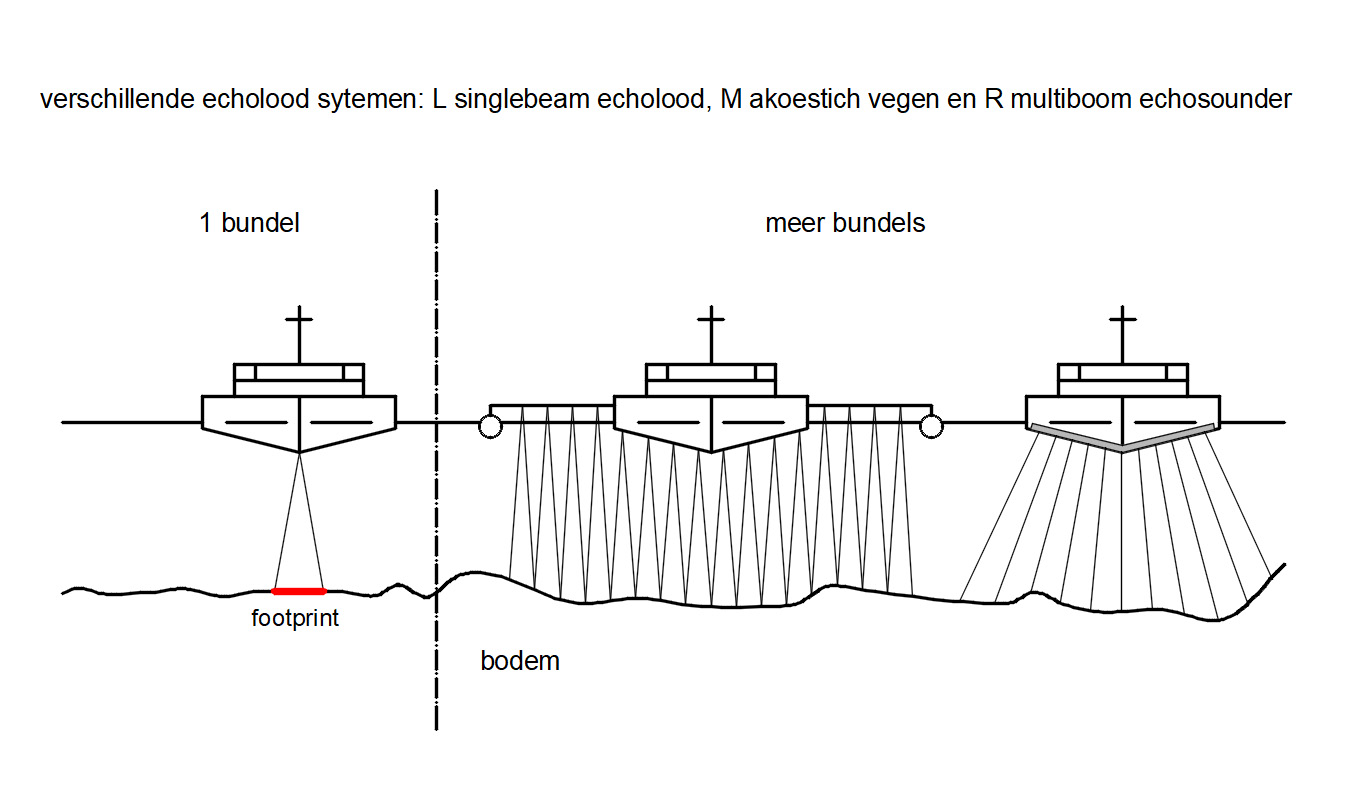
schematisch overzicht akoestische systemen

De transducers steken ook niet diep in het water waardoor de minimale diepte bepaald wordt door de diepgang van het schip. Er is voor een survey met dit systeem echter 1 grote maar. Je kan namelijk niet op ruw water meten. Daarvoor is het systeem te gevoelig. Hierdoor wordt het gebruik van deze methode vooral beperkt tot havens en andere rustige waterwegen zoals kanalen. Deze methode wordt ook in de bagger nog wel eens gebruikt om over stukken bodemslijk en modder te surveyen. Omdat er veel gelijkenis is met singlebeam systemen kan er ook gerekend worden met de principes van een singlebeam echolood.

## Plaatsing van de transducers
Transducers moeten bij het akoestisch vegen aan bepaalde eisen voldoen. Ze moeten op gelijke afstand van elkaar geplaatst zijn en ze moeten van hetzelfde type zijn. Dit om meetfouten te beperken. Als de transducers niet op de juiste afstand van elkaar zitten kan er uitdoving van het signaal voorkomen. Dit komt dan doordat twee signalen elkaar op de foute plekken kruisen en zo elkaar opheffen. Over het algemeen varieert de afstand tussen de transducers van 1 m tot 3 m.

Om de afstand te bepalen zijn er enkele factoren waar rekening mee gehouden moet worden:
- d = De minimale diepte op het te surveyen traject
- α = Transducer bundelhoek

Afstand tussen transducers  = 2 • ( d ) • tan (α / 2 )
Hieronder is een tabel met de afstand tussen de transducers voor verschillende dieptes bij een bundelhoek van 8o en 16o met 100% dekking van het gebied (geen overlap).
| Bundelhoek(gr)/diepte(m) | 1    | 3    | 5    | 10   | 15   | 20   |
| ------------------------ | ---- | ---- | ---- | ---- | ---- | ---- |
| 8                        | 0,14 | 0,42 | 0,70 | 1,40 | 2,10 | 2,80 |
| 16                       | 0,28 | 0,84 | 1,41 | 2,81 | 4,22 | 5,62 |

Als voor een project geen 100% dekking nodig is kan deze ook zo ingesteld worden dat 75% of zelfs maar 50% gescand wordt. Het kan echter ook best nodig zijn dat er een overlap gebruikt wordt. Dit kan bijvoorbeeld in geval van slecht reflecterende objecten. Hierbij worden de transducers zo geplaatst dat ze bijvoorbeeld een dekking van 200% geven. Daardoor kunnen zelfs de slecht zichtbare objecten in kaart gebracht worden.

## De vaarsnelheid
De vaarsnelheid is bij een survey altijd van belang, ongeacht welke surveymethode gebruikt wordt. Ook bij het akoestisch vegen is het van belang niet te hard te varen. Als dat wel gebeurt, kunnen er gaten in de metingen ontstaan doordat de transducers te snel voortbewegen.
Voor het bepalen van de survey-snelheid te bepalen moet op de volgende dingen worden gelet:
- De grootte van de footprints
- De puls interval
- Indien nodig de gesteldheid van het water, maar zoals eerder genoemd worden deze metingen vooral op de kalmere wateren uitgevoerd.

Tijdens het varen moet er tussen de pulsen minimaal een afstand afgelegd worden van een halve footprint en dit kan oplopen tot maximaal een footprint.
Hieruit kan deze formule afgeleid worden voor de vaarsnelheid:
v = 1/2 • d / (1 / f)
Hierin is:
- v = vaarsnelheid in 		[m/s]
- d = Footprint in 		[m]
- f = Frequentie van echopulsen in	[Hz]